# Ekaterina Prokof'eva
Ekaterina Valer'evna Prokof'eva (in russo Екатерина Валерьевна Прокофьева?; Volgodonsk, 13 marzo 1991) è una pallanuotista russa vincitrice di una medaglia di bronzo alle Olimpiadi di Rio de Janeiro 2016. Nel 2018 ha vinto il Total Waterpolo Player Award.

## Palmarès

### Club
- Campionato russo: 10

Kinef Kiriši: 2009-10, 2010-11, 2011-12, 2012-13, 2013-14, 2014-15, 2015-16, 2016-17, 2017-18, 2018-19
- LEN Champions Cup: 2

Kinef Kiriši: 2016-17, 2017-18
- Supercoppa LEN: 1

Kinef Kiriši: 2017
- Coppe LEN: 1

Kinef Kiriši: 2021

### Nazionale
- Giochi olimpici

Rio de Janeiro 2016: 
- Mondiali

Roma 2009: 
Shanghai 2011: 
Budapest 2017: 
- Europei

Malaga 2008: 
Zagabria 2010: 
- Coppa del Mondo

Surgut 2018: 
- World League

Tenerife 2008: 
Pechino 2013: 
Shanghai 2017: 
Kunshan 2018: 
Budapest 2019: 
- Universiadi

Kazan' 2013: 